# نبوسا واکوویچ
نبوسا واکوویچ (انگلیسی: Nebojša Vučković؛ زادهٔ ۱۳ مهٔ ۱۹۴۹) مربی فوتبال اهل صربستان است.
از باشگاه‌هایی که در آن بازی کرده‌است می‌توان به باشگاه فوتبال وویوودینا اشاره کرد.